# Mk 12 Special Purpose Rifle
El Mark 12 Mod 0/1 Special Purpose Rifle (SPR) es un fusil de tirador designado semiautomático en servicio con las unidades de las Fuerzas de Operaciones Especiales de Estados Unidos durante la Operación Libertad Duradera y previamente durante la  la Operación Libertad Iraquí. Inicialmente, SPR era el acrónimo en inglés de Cajón de mecanismos de Propósitos Especiales (Special Purpose Receiver), pero esa nomenclatura fue posteriormente remplazada al convertirse en un sistema de armamento unitario y no solo una modificación de la mitad superior de su cajón de mecanismos (parte de las actualizaciones propuestas por el SOPMOD). El SPR finalmente fue clasificado por la Armada como Mk 12. Debe notarse que el arma fue diseñada por una oficina de la Armada (Naval Surface Warfare Center Crane Division) para las unidades del SOCOM, pero no para las unidades de la Armada.

## Historia
El SPR, empleado por las Fuerzas Especiales del Ejército y la Armada estadounidenses, es una variante semiautomática sumamente modificada y ligera del M16, que dispara el cartucho 5,56 x 45 OTAN. La idea del SPR fue originalmente propuesta por Mark Westrom, actual presidente de ArmaLite, mientras trabajaba en el Arsenal de Rock Island en 2000. El programa nació de la necesidad de las Fuerzas Especiales del Ejército y la Armada de tener un fusil con mayor alcance efectivo que una carabina M4, pero más corto que un M16A2/A4 estándar. El programa del SPR parece haber surgido tanto a partir del programa SOPMOD Block II, como del SEAL Recon Rifle (una carabina M16 sin asa de transporte, de 406,4 mm de longitud). El Naval Surface Warfare Center Crane Division continuó desarrollando el Recon Rifle.
La historia concreta del SPR es incierta, pero parece que se produjeron cuatro o cinco modelos del fusil, dando origen al más reciente Mk 12 Mod 1. Una serie tiene cuatro modelos: SPR Proto 1, SPR Proto 2, Mk 12 Mod 0 y Mk 12 Mod 1.[cita requerida] La otra serie tiene cinco modelos: SPR, SPR/A, SPR/B, Mk 12 Mod 0 y Mk 12 Mod 1.[cita requerida] Las especificaciones mencionadas más abajo corresponden a la segunda serie.
Distintas ramas de las Fuerzas Armadas estadounidenses parecen emplear diferentes variantes del SPR. Las fotografías, tanto las oficiales del Departamento de Defensa de los Estados Unidos como las tomadas por los propios soldados, muestran que la mayoría de miembros de las Fuerzas Especiales del Ejército estadounidense emplean el Mk 12 Mod 0, mientras que los miembros del Mando de Guerra Naval Especial de los Estados Unidos y los Rangers del Ejército de Estados Unidos emplean el Mk 12 Mod 1. En realidad, Marcus Luttrell mencionó el hecho que él estuvo armado con un Mk 12 durante la Operación Alas Rojas varias veces en su libro Lone Survivor: The Eyewitness Account of Operation Redwing and the Lost Heroes of SEAL Team 10, publicado en 2007. El Cuerpo de Marines ha empleado este fusil de forma limitada.
Desde mediados de 2011, el SOCOM empezó a retirar al Mk 12 SPR de su inventario y lo reemplazó con el SCAR Mk 17, la variante de francotirador del FN SCAR. El Mk 12 será completamente reemplazado para el 2017.

## Especificaciones
- Mitad superior del cajón de mecanismos: La mayoría de las mitades superiores de los cajones de mecanismos de los SPR fueron inicialmente suministrados por la Colt Defense, mientras que otros eran producidos por la Diemaco (hoy Colt Canada). La Colt había encargado la producción de algunas piezas a la Diemaco por varios años, para después comprar esta empresa en febrero de 2005. No está claro si las mitades superiores del cajón de mecanismos de los SPR de producción reciente fueron fabricados por la ArmaLite, o son una combinación de los fabricados por ArmaLite y Colt/Diemaco. La cima de todos estos es plana, pero se ha observado que tienen tanto el botón del retén del cerrojo con la antigua forma de lágrima o el nuevo diseño de forma redonda.[1]
- Mitad inferior del cajón de mecanismos: Cuando el programa del SPR todavía era solamente la mitad superior de un cajón de mecanismos (y no un fusil entero), la Crane ensambló todos sus prototipos empleando tanto las mitades inferiores del cajón de mecanismos del M16A1 como de la M4A1, porque el modo automático del selector de ambas ofrecía una presión constante del gatillo que carecían aquellas que tenían selector con modo de ráfaga corta (3 disparos). Se desconoce si este patrón se mantuvo durante la evolución del fusil. Esto causó algunos problemas, ya que cuando la Armada clasificó al arma, la Precision Reflex Incorporated (PRI) empezó a ensamblar los fusiles por cuenta propia. Aunque se probó una variedad de conjuntos de gatillo, el gatillo con recorrido de dos etapas de la Knight's Armament Company (KAC) fue finalmente elegido como estándar.[1]
- Cañón: Un cañón pesado flotante de acero inoxidable para competición que tiene su boca roscada, con una longitud de 457 mm (18 pulgadas) y estriado del ánima con una tasa de rotación de 178 mm (1:7 pulgadas), es estándar en el SPR.[5] Los cañones son fabricados por la Douglas Barrels con un contorno característico que reduce su peso, pero mantiene su rigidez para disparos precisos. Un freno de boca OPS Inc. con collarín (para instalar el silenciador 12th Model de la misma empresa) está instalado en el cañón. Estos cañones fueron diseñados para aprovechar el nuevo cartucho Mk 262, que monta una bala de 5 g (77 granos).
- Culata: Se han observado fusiles SPR equipados con las culatas fijas del M16A1 o el M16A2, culatas telescópicas de la M4 y la culata telescópica Crane Enhanced. Estos fusiles son compatibles con cualquier tipo de culata desarrollada para el M16.[1]
- Guardamanos: En todos los casos se emplea un guardamanos flotante, que no toca directamente el cañón. Esto incrementa la precisión del arma al eliminar la vibración y la presión ejercida sobre el cañón por las demás piezas del fusil. Los primeros SPR empleaban guardamanos flotantes PRI Gen I o Gen II de fibra de carbono. Los  SPR/A, SPR/B y Mk 12 Mod 1 emplean el sistema de riel flotante M4 Match, con el número de identificación 99167. El Mk 12 Mod 0 emplea guardamanos flotantes PRI Gen III. Los guardamanos flotantes Gen I y Gen II son combinados con la funda #38 SPR MOD de Atlantic Research Marketing Systems, mientras que los guardamanos flotantes Gen III, debido a su tuerca de cañón más grande, solamente son compatibles con la funda ARMS #38 SPR PEQ-2-3.
- Alza y punto de mira: El SPR original empleaba un primigenio punto de mira plegable PRI con dial de elevación, cuya producción ha cesado. El Mk 12 Mod 0 emplea el actual punto de mira plegable PRI. Los SPR/A, SPR/B y Mk 12 Mod 1 emplean el punto de mira plegable KAC montado sobre riel, con el número de identificación 99051. El SPR y el Mk 12 Mod 0 emplean el alza plegable ARMS #40. Los demás modelos emplear el alza plegable KAC ajustada para 600 m, con el número de identificación 98474.
- Miras telescópicas: Debido a la relativa modularidad del sistema, se le pueden instalar miras telescópicas (así como otros accesorios) según las necesidades del francotirador. Sin embargo, los SPR son vistos frecuentemente con una mira telescópica diurna Leupold LR M3 de 3,5-10x40 mm (SPR/A), una TS-30 de 2,5-8x36 mm (SPR/B) o una TS-30 A2 de 3-9x36 mm (Mk 12 Mod 0/1). También se le pueden instalar miras telescópicas nocturnas. Usualmente estas miras telescópicas vienen equipadas con cubiertas protectoras de bisagra y un filtro de celdilla hexagonal antireflejo y antidestello. Debido al contrato firmado entre la Nightforce Optics y la NAVSPECWAR, se cree que varios fusiles SPR de esta unidad especial emplearán la mira telescópica nocturna Nightforce NXS de 2,5-10x24.[7]
- Soportes de mira telescópica: Un largo riel para accesorios, llamado Funda SWAN (ARMS SPR MOD o ARMS #38 SPR PEQ-2-3), fabricado por ARMS, está instalado sobre el fusil. El SPR/A y el SPR/B emplean el riel KAC M4 Match FF, con número de identificación 99167. Se utilizan dos soportes de acero ARMS #22 Throwlever 30 mm para instalar la mira telescópica diurna. Los SPR/A, SPR/B y Mk 12 Mod 1 emplean los soportes altos ARMS #22, mientras que debido al incremento de la altura por la Funda SWAN, el SPR y el Mk 12 Mod 0 emplean soportes medios ARMS #22. Un soporte ARMS #32 Throwlever instalado bajo el guardamanos es empleado para montar el bípode Harris (el soporte ARMS #42 Throwlever es empleado para montar el bípode Versa-Pod); este tiene un mecanismo de soltado rápido.
- Bípode: Inicialmente se utilizaban los relativamente costosos bípodes pivotantes Parker-Hale, pero fuero retirados del sistema después del SPR inicial.[cita requerida] Hoy, usualmente se emplea un bípode pivotante Harris con el SPR, que a veces es visto con un mecanismo de ajuste de tensión KMW Pod-Loc.[5] Como se mencionó arriba, el bípode es montado mediante un soporte ARMS #32 Throwlever instalado en el riel inferior del guardamanos. El soporte ARMS es empleado tanto en el Mod 0 como en el Mod 1.
- Silenciador: El silenciador 12th Model de la OPS Inc. se enrosca directamente en el freno de boca producido por la misma empresa, empleando su collarín para manternerlo centrado. En 2014, la OPS Inc. cesó la producción de este modelo de silenciador y su equivalente es producidor por Allen Engineering Co. como el AEM5. Es sustancialmente el mismo modelo de silenciador y está construido por la misma persona, Ron Allen, que anteriormente fabricó el silenciador 12th Model para la Ops, Inc.[8]
- Munición: El SPR no se utiliza para disparar los cartuchos de 5,56 mm estándar M855A1, M193 o el trazador M856.[5] Debido a los límites de balística terminal y relativamente baja precisión de la bala de 4 g (62 granos) del cartucho M855, se desarrolló el cartucho Mk 262 OTM (Open Tip Match) como un cartucho más preciso para el SPR, siendo fabricado por la Black Hills Ammunition. Los primeros lotes de serie fueron designados como Mk 262 Mod 0 y montaban una bala de punta hueca y base troncocónica Sierra Bullets MatchKing de 5 g (77 granos), que no tenía entalle de sellado. La Black Hills apeló a la compañía fabricante de balas Nosler, que produjo una bala OTM similar con la misma masa y estuvo de acuerdo en suministrar balas con entalle de sellado a la Black Hills. El nuevo cartucho fue designado Mk 262 Mod 1. Recientemente, Sierra añadió un entalle mínimo a su bala, que ha reemplazado a la bala Nosler en las actuales versiones del cartucho Mk 262 Mod 1. A fines de 2014, Sierra introdujo una versión puntiaguda de su bala, que tiene una punta de polímero para mejorar su desempeño balístico. Esta nueva bala solamente se montó en una versión actualizada del cartucho Mk 262 Mod 1 de la Black Hills Ammo, pero fue lanzada al mercado de recarga manual de cartuchos por Sierra antes de fines de 2014. El número de identificación de esta bala es 7177.[9]

## Galería

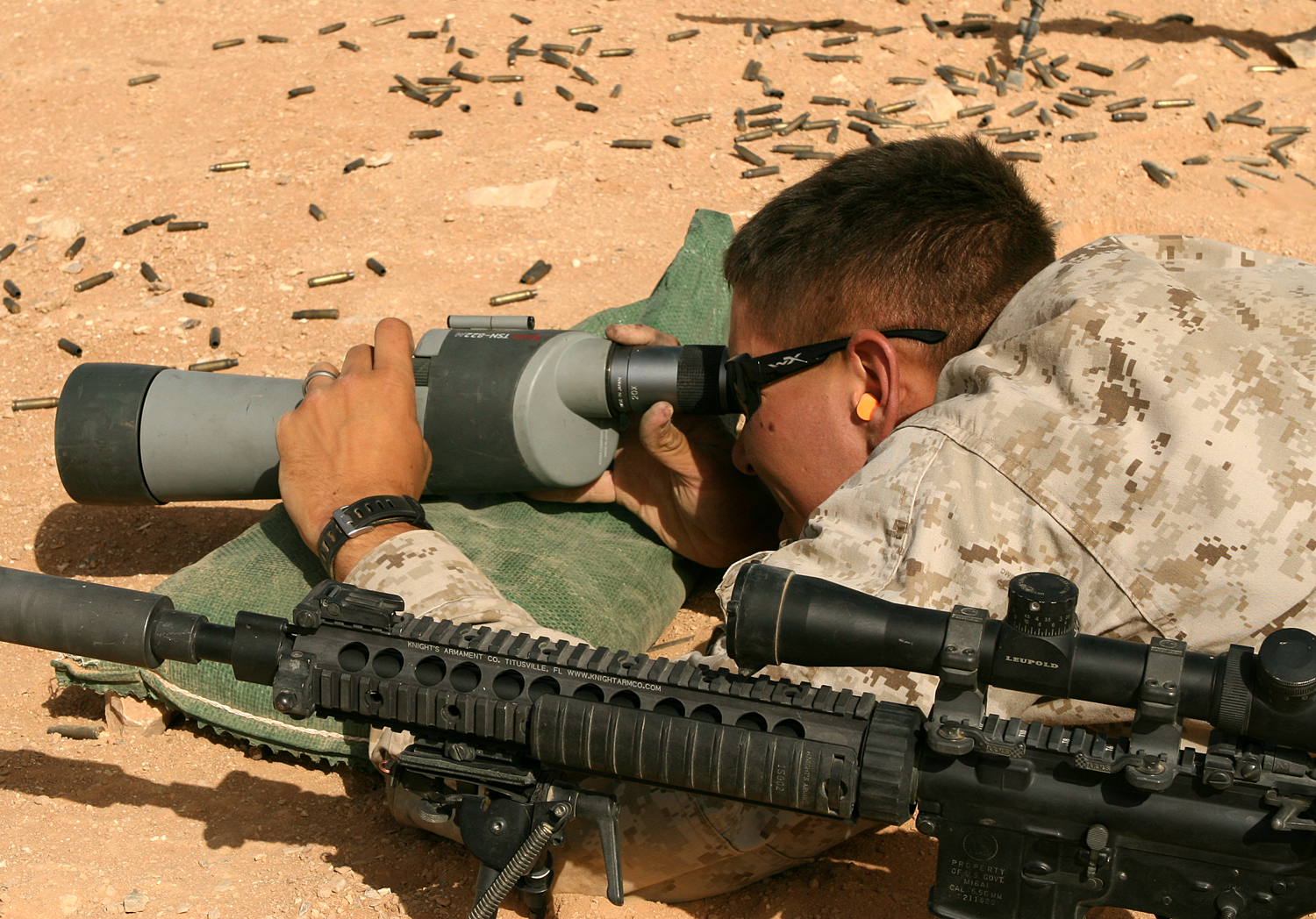
Un Mk 12 Mod 1 con marcajes visibles.
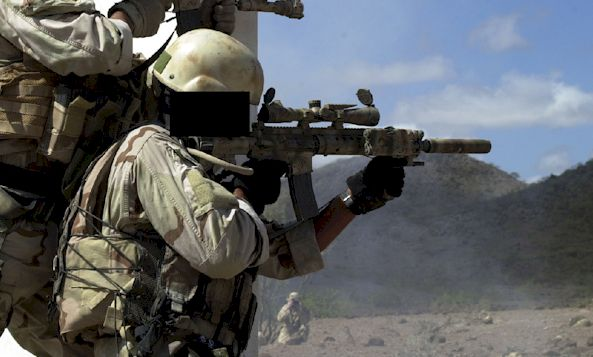
Francotirador de las Fuerzas Especiales del Ejército estadounidense apuntadon con su SPR, pintado con camuflaje desértico. En el lado derecho del guardamanos está instalado un sistema de puntero láser/linterna Insight Technologies AN/PEQ-2A. El fusil tiene una culata telescópica estándar M4.
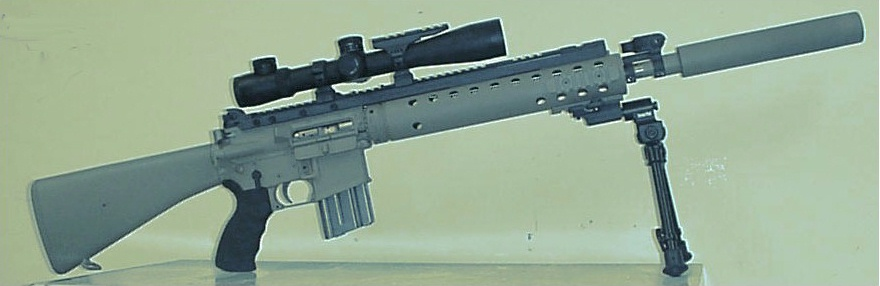
Un SPR, no un Mk 12 Mod 0. Obsérvese el primigenio cañón flotante PRI de diámetro constante. Este SPR tiene un bípode Versa-pod y una culata fija. La mitad superior del cajón de mecanismos tiene un botón de desbloqueo en forma de lágrima.
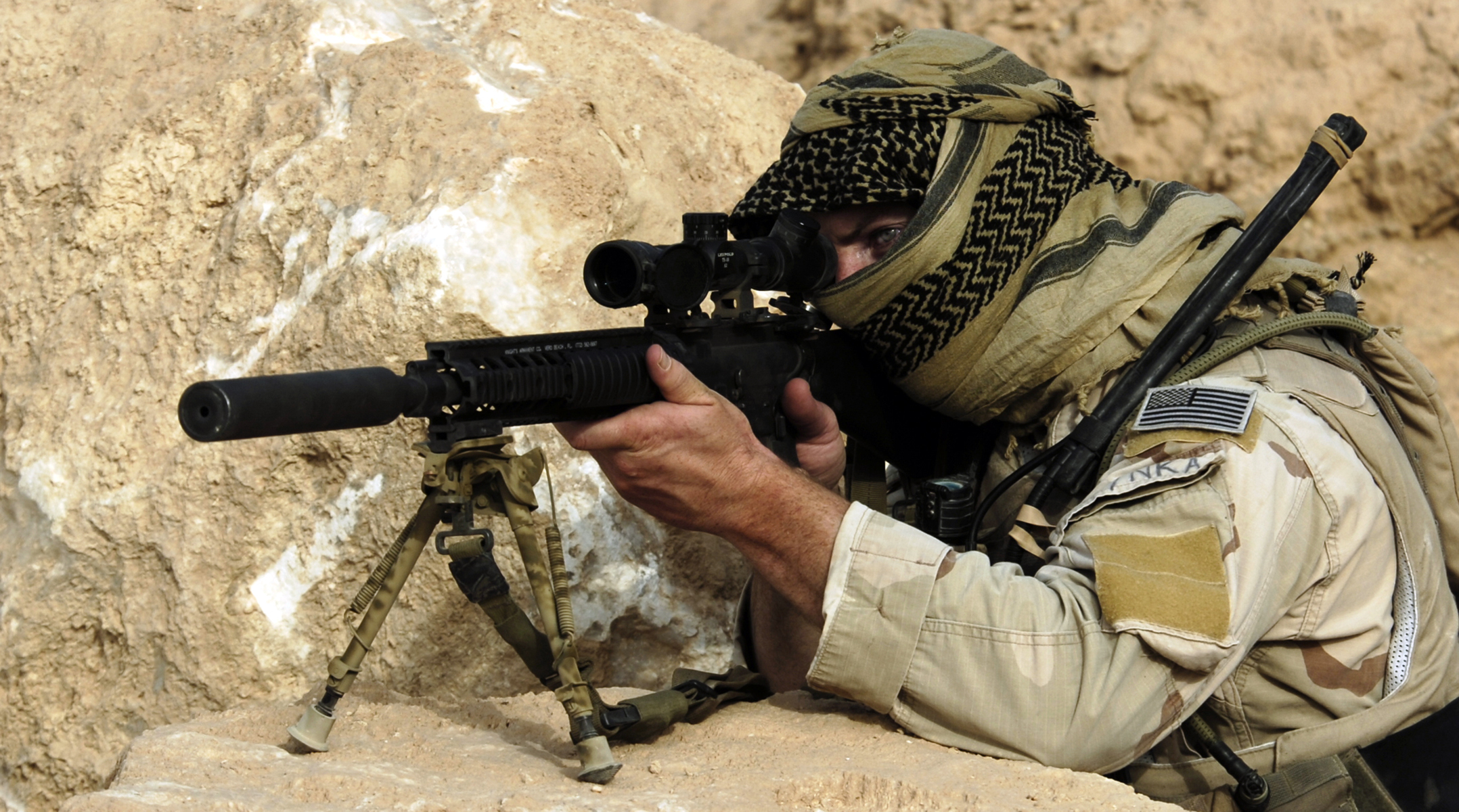
Francotirador estadounidense observando a través de la mira telescópica de un Mk 12 Mod 1 SPR.
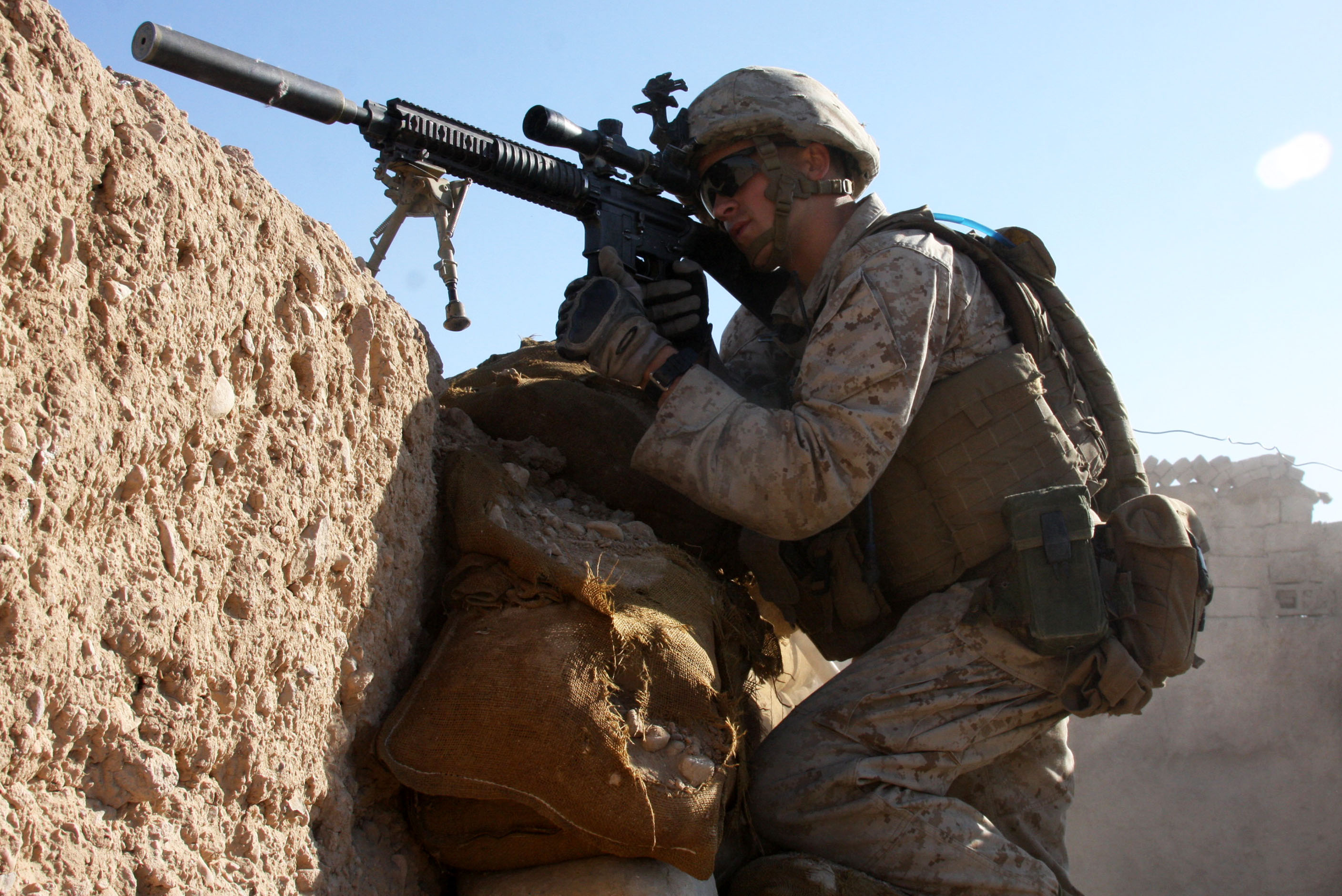
Marine con un fusil Mk 12 Mod 1 en Afganistán, 2010.
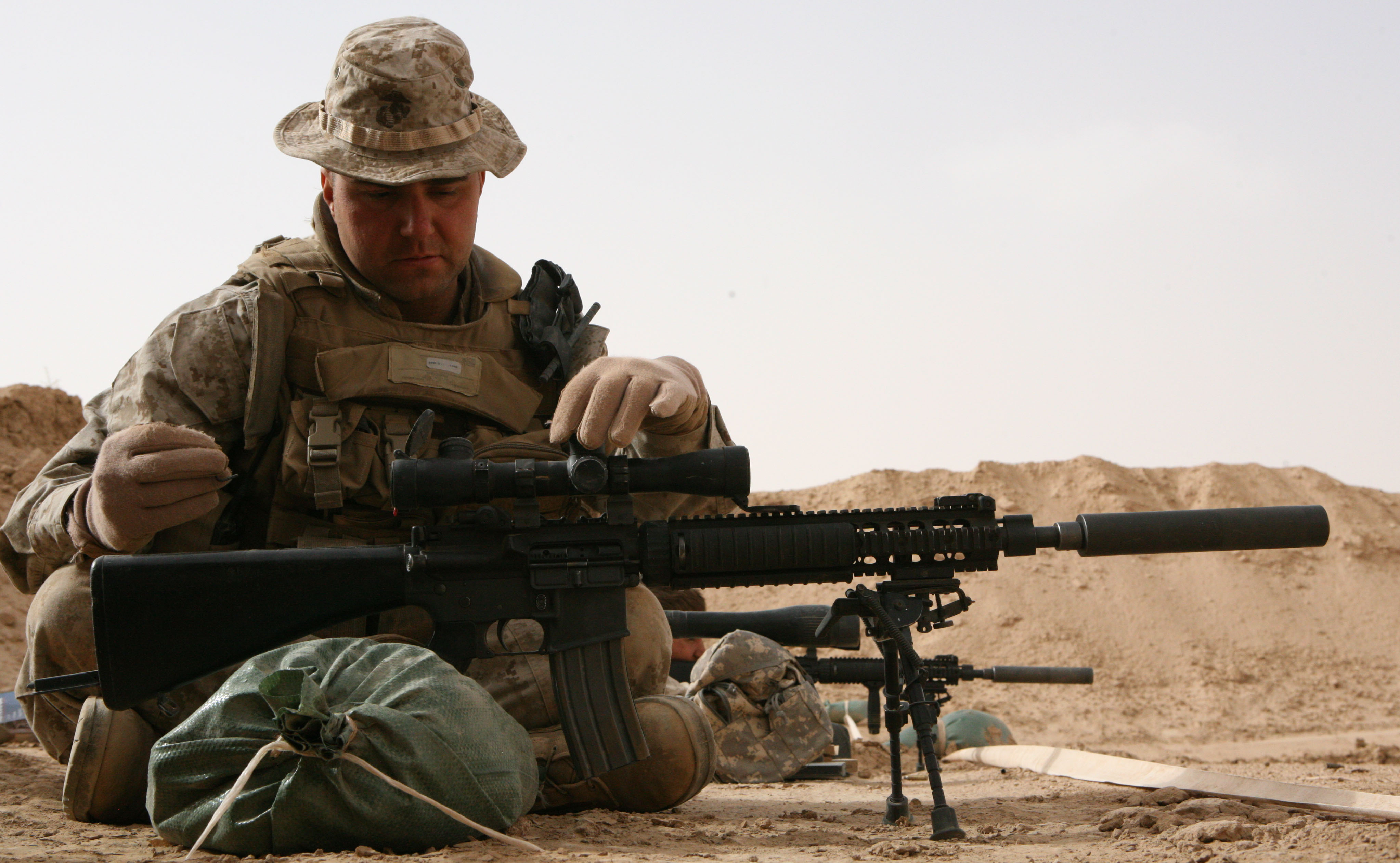
Francotirador de los Marines con un Mk 12 Mod 1 en un polígono de tiro en Irak.